# Shining (série de jeux vidéo)
Pour les articles homonymes, voir Shining.
Shining est une série de jeux vidéo créée par Sonic! Software Planning et Climax Entertainment pour le compte de Sega.
Les différents épisodes de cette série partagent le même univers mais sont de type divers, allant du jeu de rôle au jeu de stratégie au tour par tour, en passant par le jeu d'aventure/action.

## Shining Force III
Shining Force III est constitué de trois volumes séparés dont l'intrigue se recoupe. Malheureusement pour les joueurs hors du Japon, seul le premier volume a connu une sortie mondiale, les autres volumes sont restés confinés au marché japonais. La Saturn était en effet à l'époque en fin de vie et Sega of America n'a pas jugé rentable de traduire les 2 derniers scénarios.
Les trois volumes (ou scénarios) sont les suivants :
- Shining Force III: Scenario 1 : God Warrior of the Kingdom
- Shining Force III: Scenario 2 : Target: Child of God
- Shining Force III: Scenario 3 : Bulzome Rising.

La sortie de ce jeu signifie le retour pour la série au tactical RPG, à la différence des épisodes précédents sur Saturn qui étaient des Action-RPG (Shining the Holy Ark et Shining Wisdom).
Le jeu est en 3D, contrairement aux épisodes précédents sur Mega Drive. Ce jeu se situe dans le même monde que ses deux prédécesseurs Shining Force et Shining Force II, mais dans une région différente.
Pour les joueurs qui avaient acheté les trois volumes, Camelot Soft a également publié un disque bonus, appelé Premium Disc, avec des images, un visualiseur de personnages en 3D et d'autres surprises, comme la possibilité de modifier légèrement les sauvegardes. Ce disque est un collector très recherché par les fans de la série.

### Scénario
Shining Force III possède un scénario très complet, interactif plein de rebondissements. Il est conseillé de jouer aux trois scénarios dans l'ordre des numéros. Il faut s'accrocher un peu au démarrage pour comprendre tous les enjeux politiques, mais cela s'avère rapidement passionnant au fil du jeu.
La grande particularité de ce jeu est d'une part l'interaction entre les trois histoires proposées par chaque scénario, et d'autre part le fait que certaines des actions du joueur conditionnent une partie de la suite de l'histoire, rendant certains personnages disponibles à la place d'autres, etc.
Ainsi, il est fréquent de croiser les armées des autres scénarios (l'armée de Synbios croise ainsi l'armée de Médion dans le premier volume) et donc de revivre une même scène d'un autre point de vue dans un prochain scénario.

### Système de jeu
Les concepts de base de la série Shining (T-RPG) sont les mêmes, mais le gameplay a subi de grandes améliorations.

## Liste des jeux

### Megadrive/Mega CD
- 1991 : Shining in the Darkness (ou Shining and the Darkness au Japon) (Mega Drive)
- 1992 : Shining Force (Mega Drive)
- 1993 : Shining Force II  (Mega Drive)
- 1994 : Shining Force CD  (Mega-CD)

### Game Gear
- 1992 : Shining Force Gaiden  (Game Gear)
- 1993 : Shining Force Gaiden II  (Game Gear)
- 1995 : Shining Force Gaiden: Final Conflict  (Game Gear)

### Saturn
- 1995 : Shining Wisdom (Saturn)
- 1996 : Shining the Holy Ark (Saturn)
- 1997 : Shining Force III: Scenario 1 (Saturn)
- 1998 : Shining Force III: Scenario 2 (Saturn)
- 1998 : Shining Force III: Scenario 3 (Saturn)
- 1998 : Shining Force III: Premium Disc (Saturn)

### Game Boy Advance
- 2002 : Shining Soul (Game Boy Advance)
- 2003 : Shining Soul II (Game Boy Advance)
- 2004 : Shining Force: Resurrection of the Dark Dragon (Game Boy Advance)

### Playstation 2
- 2004 : Shining Tears (PlayStation 2)
- 2005 : Shining Force Neo (PlayStation 2)
- 2007 : Shining Force EXA (PlayStation 2)
- 2007 : Shining Wind (PlayStation 2)

### Téléphones portables
- 2005 : Shining Road: To the Force (Téléphone portable)
- 2005 : Shining Force Chronicle (Téléphone portable)
- 2006 : Shining Road II (Téléphone portable)
- 2008 : Shining Wind X (Téléphone portable)

### Nintendo DS
- 2009 : Shining Force Feather (Nintendo DS)

### Arcade
- 2009 : Shining Force Cross (Arcade)
- 2010 : Shining Force Cross Raid (Arcade)
- 2012 : Shining Force Cross Elysion (Arcade)
- 2013 : Shining Force Cross Exlesia (Arcade)
- 2014 : Blade Arcus from Shining (Arcade)

### Playstation Portable
- 2010 : Shining Hearts (PlayStation Portable)
- 2012 : Shining Blade (PlayStation Portable)
- 2013 : Shining Ark (PlayStation Portable)

### Playstation 3
- 2014 : Shining Resonance (PlayStation 3)